# Combera
Combera är ett släkte av potatisväxter. Combera ingår i familjen potatisväxter.
Kladogram enligt Catalogue of Life:
| Combera | \| \| Combera minima \| \| \| \| \| \| Combera paradoxa \| \| \| \| |
|         | \| \| Combera minima \| \| \| \| \| \| Combera paradoxa \| \| \| \| |
|         | Combera minima                                                      |
|         |                                                                     |
|         | Combera paradoxa                                                    |
|         |                                                                     |